# トーマス・リンドバーグ
トーマス・リンドバーグ（Tomas "Tompa" Lindberg、1972年10月16日 - ）は、スウェーデンイェーテボリ・ブーヒュース県イェーテボリ出身のミュージシャン、ボーカリスト。アット・ザ・ゲイツのボーカリストとして有名で、現在は、様々なバンドやプロジェクトに参加している。
名前の表記については、ファースト・ネームがトマスになったり、ファミリー・ネームがドイツ語の読みに近いリンドベルグになった表記が見られる。スウェーデンでは、トーマス・リンドベルイ、または、トーマス・リンドベリの方が、近い読みである。

## 来歴
1988年にデスメタルバンド、グロテスクのボーカリストとして、Goatspellという名で、キャリアをスタートさせる。その後、1990年にアット・ザ・ゲイツを結成する。この活動の中で、典型的なデスボイスから脱却し、泣き叫ぶようなボーカルスタイルに変化した。1995年に、4thアルバム『Slaughter Of The Soul』をリリースし、翌1996年にアット・ザ・ゲイツは解散する。
アット・ザ・ゲイツ解散後は、様々なバンドや、プロジェクトに参加するようになる。アット・ザ・ゲイツが解散する前の1994年には、クラストコアバンドのスキットシステムを結成していた。当初は、プロジェクトバンドであったが、アット・ザ・ゲイツ解散後に、活動を本格化した。しかし、2004年春には脱退している。
そのほかには、1995年にはセレモニアル・オースのアルバム『Carpet』に参加した。1998年にはクラスト・コアバンド、ディスフィアーにも参加した。メロディックデスメタルバンド、ナイトレイジにも参加し、2枚のアルバムに参加したが、多忙により脱退した。2001年にはザ・クラウンに加入し5thアルバム『Crowned In Terroer』に参加した。2000年にはナパーム・デスのシェーン・エンバリーらとのグラインド・コアプロジェクト、ロック・アップに参加。他にも様々なプロジェクトで活動している。

## ディスコグラフィー
- Grotesque - In the Embrace of Evil (1989)
- Infestation - When Sanity Ends (Demo) (1990)
- At the Gates - Gardens of Grief (1990)
- At the Gates - The Red in the Sky Is Ours (1992)
- At the Gates - With Fear I Kiss the Burning Darkness (1993)
- At the Gates - Terminal Spirit Disease (1994)
- At the Gates - Slaughter of the Soul (1995)
- Ceremonial Oath - Carpet (1995)
- Skitsystem - Profithysteri (1995)
- Skitsystem - Ondskans ansikte (1996)
- Skitsystem/Wolfpack split - Levande lik (1998)
- Skitsystem - Grå värld/Svarta tankar (1999)
- The Great Deceiver - Jet Black Art (2000)
- Skitsystem - Enkel tesa till rännstenen (2001)
- Skitsystem - Skitsystem/Nasum Split (2002)
- The Great Deceiver - A Venom Well Designed (2002)
- Lock Up - Hate Breeds Suffering (2002)
- The Crown - Crowned in Terror (2002)
- Disfear - Misanthropic Generation (2003)
- The Great Deceiver - Terra Incognito (2003)
- Nightrage - Sweet Vengeance (2003)
- Nightrage - Descent into Chaos (2005)
- Lock Up - Play Fast or Die: Live in Japan (2005)
- The Great Deceiver - Life Is Wasted on the Living (2007)
- Disfear - Live the Storm (2008)